# Official Xbox Magazine
Official Xbox Magazine (prescurtat OXM) a fost o revistă britanică de jurnalism de jocuri video cu apariție lunară, al cărei prim număr a apărut în noiembrie 2001, odată cu lansarea consolei Xbox. Revista venea la pachet cu un DVD cu jocuri demo, videoclipuri de promovare, update-uri ale driverelor de Xbox precum și drivere care ajutau în compatibilitatea jocurilor de Xbox pe Xbox 360, postere, recenzii și cheaturi. La mijlocul anului 2014, varianta americană a site-ului a fost unită în cea britanică timp de câteva luni, până când Future plc a anunțat închiderea site-ului, alături de Edge și Computer and Video Games.  În februarie 2015, OXM și toate site-urile deținute de Future plc au fost redirecționate către GamesRadar. Până în 2015, Official Xbox Magazine a scris recenzii pentru majoritatea jocurilor de Xbox, Xbox 360 și Xbox Live Arcade, precum și pentru DLC-uri și pachete de expansiune. 
Pe data de 12 octombrie 2007, varianta britanică a primit premiul „Cea mai bună revistă de Xbox” la Games Media Awards.

## Legături externe
- Arhiva site-ului oficial